# 213. medicinska brigada (ZDA)
213. medicinska brigada (izvirno angleško 213th Medical Brigade) je bila medicinska brigada Kopenske vojske Združenih držav Amerike.